# 旺·查卡·海卡尔
旺·查卡·海卡尔 （1991年1月1日—），是出生于马来西亚彭亨的足球运动员，场上司职中锋。目前效力马来西亚超级足球联赛俱乐部霹雳。

## 球会生涯

### 费尔达联
2007年旺·查卡与费尔达联签下合同，正式展开他的职业生涯，成为该队最年轻的球员之一，并代表费尔达联首发6次，打进2球。

### 幼虎队
旺·查卡于2008年离开费尔达联，加入由王金瑞执教的马来西亚幼虎队，并与队友获得2009年马来西亚首要足球联赛冠军。2010年幼虎队被编辑成两队，他被编入A队。于2011年他被选中前往斯洛伐克进行为期8个月的训练计划，并以租借方式加盟茲拉特莫拉夫采。

### 茲拉特莫拉夫采
2011年9月茲拉特莫拉夫采确认旺·查卡以租借的方式加入，为期3个月。但由于旺·查卡受伤，只在茲拉特莫拉夫采一次非正式比赛登场。

### 返回幼虎队
结束了租借期归还后，旺·查卡继续留队将参加新加坡足球联赛。

### 琉球
2012年据马来西亚媒体报道，由于旺·查卡与旺·查哈鲁尼占在马来西亚U23队表现优异，已引起日本俱乐部琉球的关注。2012年7月琉球正式确认旺·查卡与旺·查哈鲁尼占获得为期2周的试训，2013年3月他获得琉球俱乐部提供的2年合约，但与他一起试训的旺·查哈鲁尼占却没有被俱乐部签下，而向另一名马来西亚球员纳兹鲁·纳因提供合约。在2013年4月在对阵SC京都FC中首次首发上场，该场比赛他在第80分钟被轮换下场，最终该比赛以2比1获胜。

### 吉兰丹
2014年3月他正式离开琉球俱乐部，返回马来西亚加盟吉兰丹。

### 返回费尔达联
2016年年尾旺·查卡与吉兰丹合约到期并没有继约，他转而返回曾经效力过的费尔达联，签署2年的合约。在2017年1月21日马来西亚首要足球联赛对阵PKNS中首发登场，该比赛费尔达联以1比0小胜PKNS。

### 雪兰莪
在2018年尾离开了费尔达联后，旺·查卡选择与雪兰莪签1年合约，可以选择第2年续约。